# 巴林世界贸易中心
巴林世界贸易中心（也称巴林贸易中心或BWTC）是一座高240米（787英尺）、双子塔结构的建筑物。大楼位于巴林首都麦纳麦，由南非建筑师肖恩·奇拉设计。巴林世贸中心是世界上首座将风力发动机组与大楼融为一体的摩天大楼。
这座楼高50层的建筑耸立在King Faisal公路旁，与众多的地标相邻，如巴林金融港、巴林国家银行、Abraj Al Lulu和著名景点珍珠塔等。建筑物的高度在全国排名第二，仅次于巴林金融港中的巴林金融港塔。该大楼项目已获得数个可持续性建筑的奖项，包括：
1. 2006“阿联酋绿叶奖”颁发的“大型规划中技术使用最佳”奖；
2. “阿拉伯建筑世界”颁发的“可持续设计奖”。